# Joyeuse Entrée
Pour les articles homonymes, voir Joyeuse Entrée (homonymie).

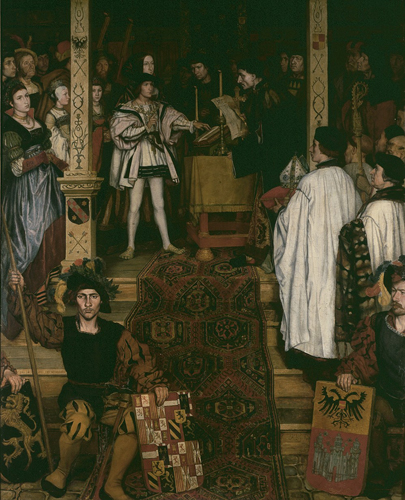
Le Serment de Joyeuse Entrée de l'Archiduc Charles d'Autriche, le futur Empereur Charles Quint, en 1514, par Henri Leys (1863).

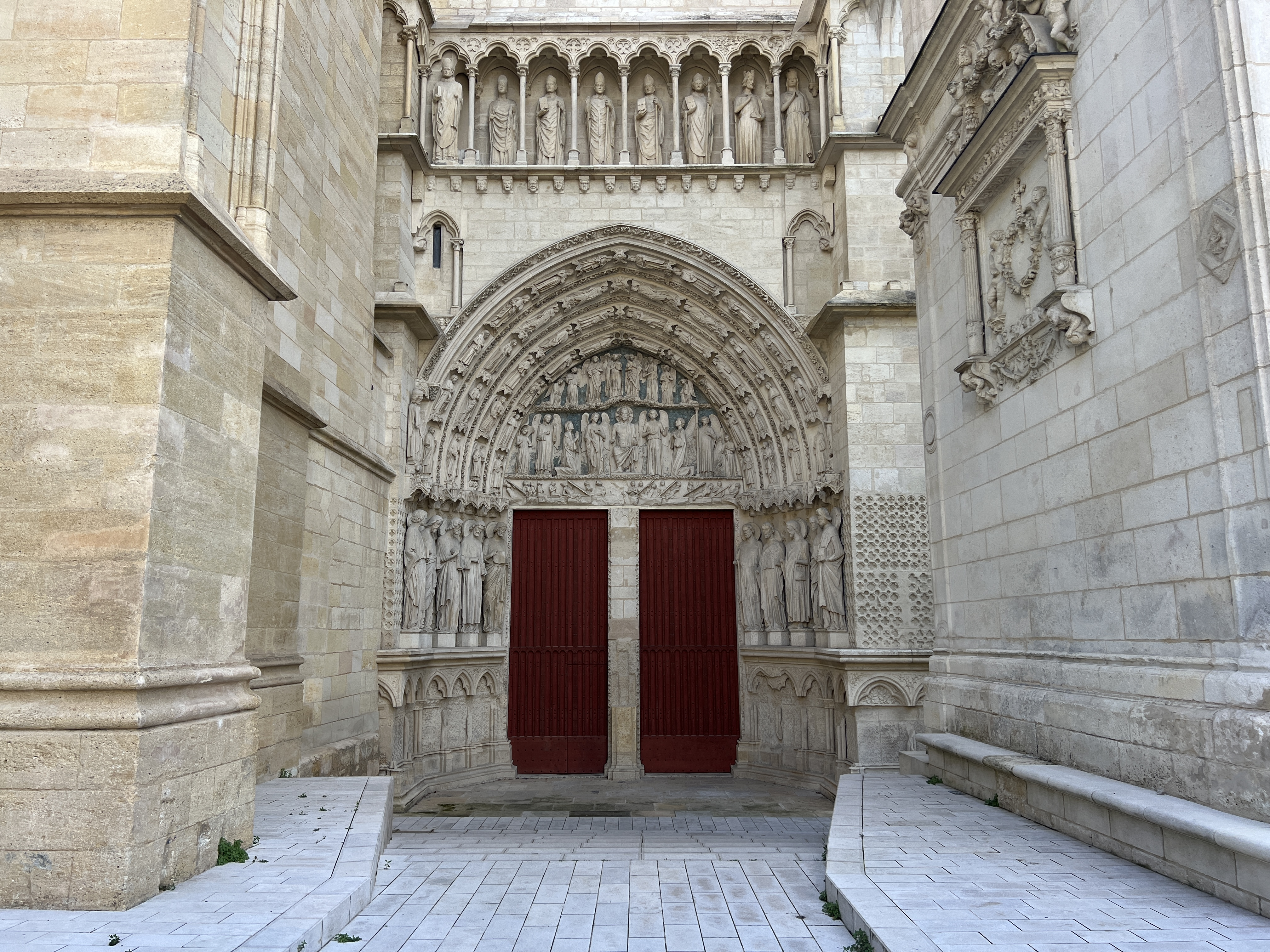
Le portail Royal des cathédrales (ici celui de Bordeaux est appelé ainsi car il était emprunté lors des entrées solennelles des princes, des archevêques et des gouverneurs.

Une Joyeuse Entrée est une cérémonie solennelle tenue, au Moyen Âge et pendant l'Ancien Régime, lors de la première visite d'un monarque régnant (entrée royale), prince, duc ou gouverneur dans une ville, au cours de laquelle les privilèges de la ville étaient confirmés ou octroyés.
Les joyeuses entrées sont une sorte de présentation des nouveaux souverains aux villes et à leurs habitants, qui donnaient lieu à des réjouissances et des fêtes. Le nouveau souverain devait prêter le serment de respecter la coutume de la ville, en échange de quoi celle-ci reconnaissait son autorité. La cérémonie s'effectuait selon un parcours bien précis dans la ville, où toutes les corporations de métiers et tous les organes administratifs, devaient se mettre en spectacle. Ces événements ont été particulièrement importants dans l'état bourguignon (duché de Brabant et le comté de Flandre) raison pour laquelle de nombreuses villes de Belgique possèdent de nos jours une avenue de la Joyeuse Entrée.
La tradition des joyeuses entrées est toujours très présente dans la culture belge, et sert notamment à désigner l'apparition des souverains lors de processions suivant la prestation de serment.

## Ancien Régime
Le terme de « joyeuse entrée » désigne, au Moyen-Âge et sous l'Ancien Régime, une cérémonie au cours de laquelle un souverain apparait dans les grandes villes pour se présenter à la population après son accession au trône. Bien que le terme soit parfois utilisé par les chroniqueur pour désigner les entrées royales françaises voire espagnoles, il se rapporte le plus souvent aux cérémonies des territoires formant les Pays-Bas bourguignons : duché de Brabant et de Limbourg, comté de Hainaut, de Flandre, d'Artois, de Hollande ou de Zélande…
Les joyeuses entrées existent depuis longtemps dans ces territoires, et remontent peut-être jusqu'au Bas-Empire romain. Les premières utilisations du terme remontent à 1272 pour le comté de Hainaut, 1297 pour le comté de Flandre et 1356 pour le duché de Brabant. La joyeuse entrée bourguignonne pourrait se décrire comme une cérémonie rituelle où le souverain et son peuple se rencontrent pour se prêter serment mutuellement, dans une espèce de confirmation rituelle légitimante (du moins jusqu'à la fin de XVe siècle où elle ne devient alors qu'une simple formalité festive).
D'abord, les échevins se portent à la rencontre du prince hors des limites de la ville où ils lui remettent symboliquement les clés de la ville sous la harangue d'un conseiller municipal. Une fois à l'intérieur des murs, le souverain est accueilli par les magistrats et les officiers urbains, avant de rencontrer la population qui lui souhaite la bienvenue. Le lendemain, après un office ou une messe, se déroule le serment réciproque dans un lieu permettant une présence nombreuse (halle, salle de palais, nef d'abbatiale ou place publique généralement). Le prince prête généralement serment en premier, mais il arrive que l'inverse se produise.
Le contenu de ces serment est une promesse de faire : le souverain jure de maintenir les privilèges de la ville (au sens de « lois particulières ») tandis que la communauté urbaine jure fidélité au souverain. Ce serment réciproque ne doit cependant pas se voir comme un contrat synallagmatique, mais plutôt comme deux sponsio (promesse solennelle et unilatérale). Ces deux engagements évoquent cependant le même but : le maintien et la sauvegarde de la structure publique par le rappel des responsabilités de chaque partie, et la poursuite des liens vassaliques entre la ville et le nouveau prince.
La procession à l'intérieur de la ville, au cours de laquelle le souverain rencontre la population, reste généralement identique au cours des siècles. Le souverain apparait souvent à cheval, parfois sous un dais porté par une escorte, mais avance toujours à l'allure du pas entre les maisons décorées et les ornements éphémères (arcs de triomphe, portes monumentales, fontaines, etc.) Des festivités sont organisées pour l'occasion : banquets, joutes, spectacles…
Au fil du temps, la joyeuse entrée perd de son caractère de légitimation. Elle finit par ne devenir qu'une simple parade du souverain ou de son représentant lors de sa prise de pouvoir, voire sont parfois organisées pour un mariage, la visite d'un hôte de marque, ou un pardon accordé après la rébellion de la ville.

### Souverains du Brabant
Le terme de « Joyeuse Entrée » fait son apparition dans la culture brabançonne par la Joyeuse Entrée de 1356, une charte très importante dans le droit public du duché de Brabant. Le terme resta dans le vocabulaire pour désigner la présentation du souverain ou de son représentant à la population à chaque début de règne, quand le duc réaffirmait les privilèges accordés par la charte. Dans le contexte agité du règne de Philippe II et des débuts de la guerre de Quatre-Vingts Ans, de très nombreuses joyeuses entrées eurent lieu dans les trois ville principales du duché : Louvain, Bruxelles et Anvers.

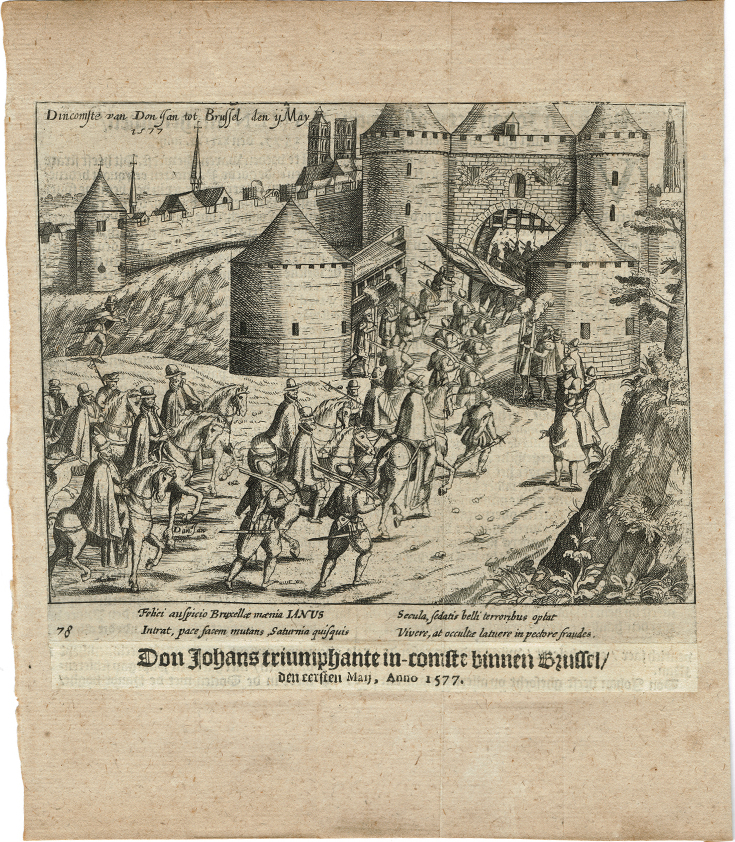
Joyeuse Entrée de Don Juan d'Autriche à Bruxelles (gravure de 1616).

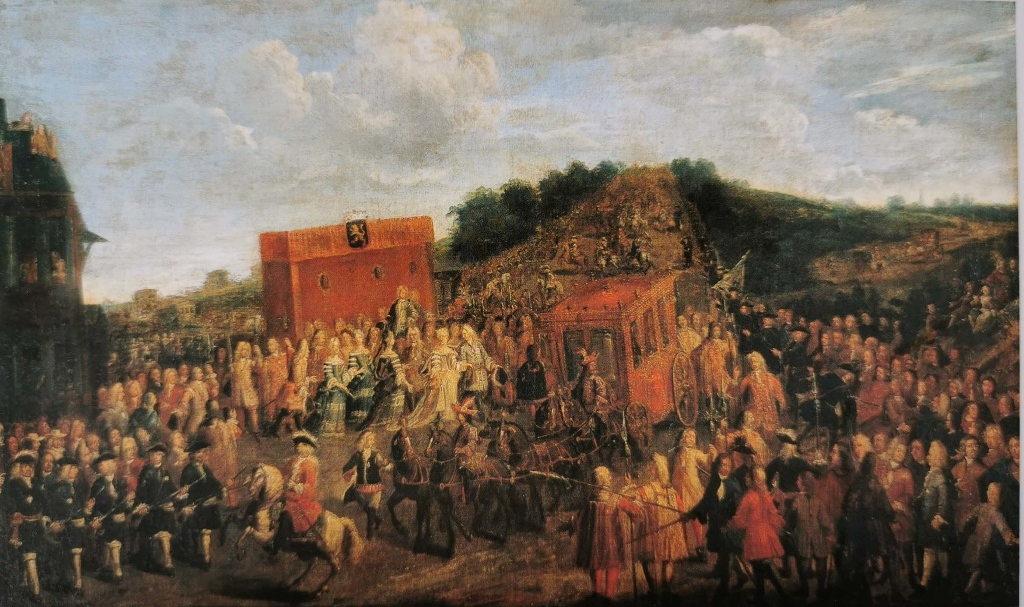
Joyeuse Entrée de l'archiduchesse Marie-Élisabeth à Bruxelles en 1625, par Ferdinand-Joseph Derons (1724).

- Jeanne de Brabant et Venceslas Ier de Luxembourg à Louvain en 1356
- Antoine de Brabant à Nivelles en 1406[11]
- Jean IV de Brabantà Louvain en 1416
- Philippe le Bon à Louvain et à Bruxelles en 1430
- Charles le Téméraire en 1474
- Philippe le Beau et Jeanne de Castille à Bruxelles en 1496[12]
- Charles Quint à Anvers en 1515, à 15 ans, alors qu'il venait d'être déclaré majeur
- Charles Quint à Bruxelles en 1543
- Le prince Philippe d'Espagne à Bruxelles en 1549 accompagné de Charles Quint (perpétué chaque année par l'Ommegang[13])
- Marguerite de Parme à Bruxelles en 1565
- Guillaume le Taciturne à Bruxelles en 1577
- Don Juan d'Autriche à Bruxelles en 1577
- François de France à Anvers et à Gand en 1582
- Ernest d'Autriche à Bruxelles en 1594
- Les archiducs Albert et Isabelle à Bruxelles en 1596 et 1599
- Le cardinal-infant Ferdinand à Bruxelles en 1634
- Charles VI à Bruxelles en 1717[14]
- L'archiduchesse Marie-Élisabeth en 1725

### Souverains du Hainaut
- Jacqueline de Hainaut à Mons et à Valenciennes en 1417
- Charles le Téméraire à Mons en 1473 (dans le cadre de l'Assemblée de la Toison d'Or)
- Philippe le Beau à Mons en 1494
- Charles Quint à Mons en 1515
- Charles Quint à Valenciennes en 1540, accompagné des deux fils de François Ier, Henri et Charles
- Le prince Philippe d'Espagne accompagné par Charles Quint en 1549
- Philippe II à Mons en 1558[15]
- Les archiducs Albert et Isabelle en 1600

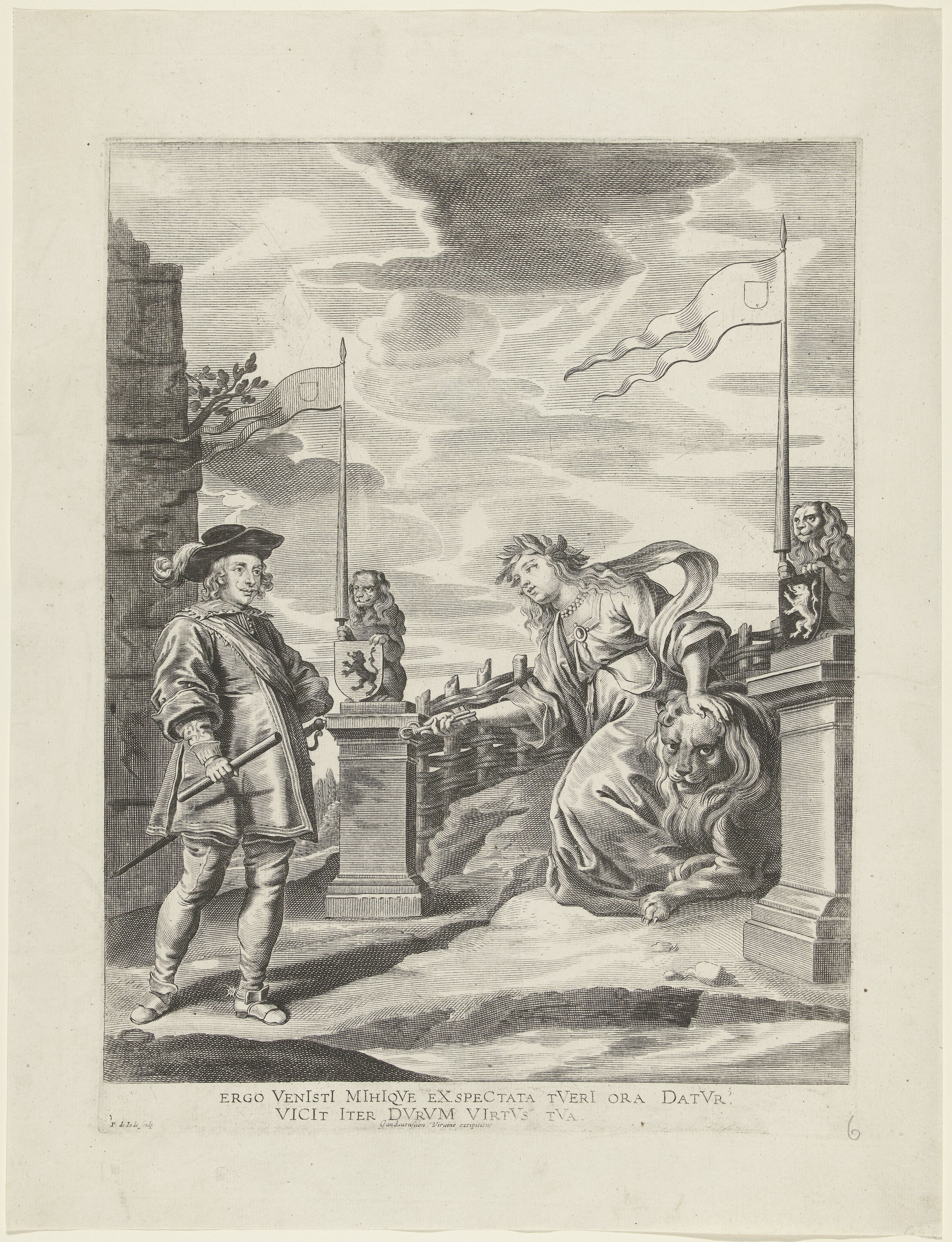
Le cardinal-infant Ferdinand recevant les clés de la ville par la Vierge de Gand (eau-forte de 1635).

### Souverains de Flandre
- Guillaume Cliton successivement à Gand, Lille, Bruges, Béthune, Thérouanne et Saint-Omer en 1127
- Philippe le Hardi à Bruges en 1384
- Jean sans Peur à Douai et à Bruges en 1405
- Philippe le Bon à Lille en 1419[16] et à Gand en 1458
- Charles le Téméraire à Gand en 1467 et à Douai en 1472
- Maximilien de Habsbourg à Gand en 1508
- Charles Quint à Gand en 1515 et 1531[17]

### Souverains d'Artois
- Philippe le Bon à Saint-Omer en 1421
- Charles le Téméraire à Saint-Omer en 1469
- Le prince Philippe d'Espagne à Arras et à Saint-Omer en 1549[18]

## Royaume de Belgique

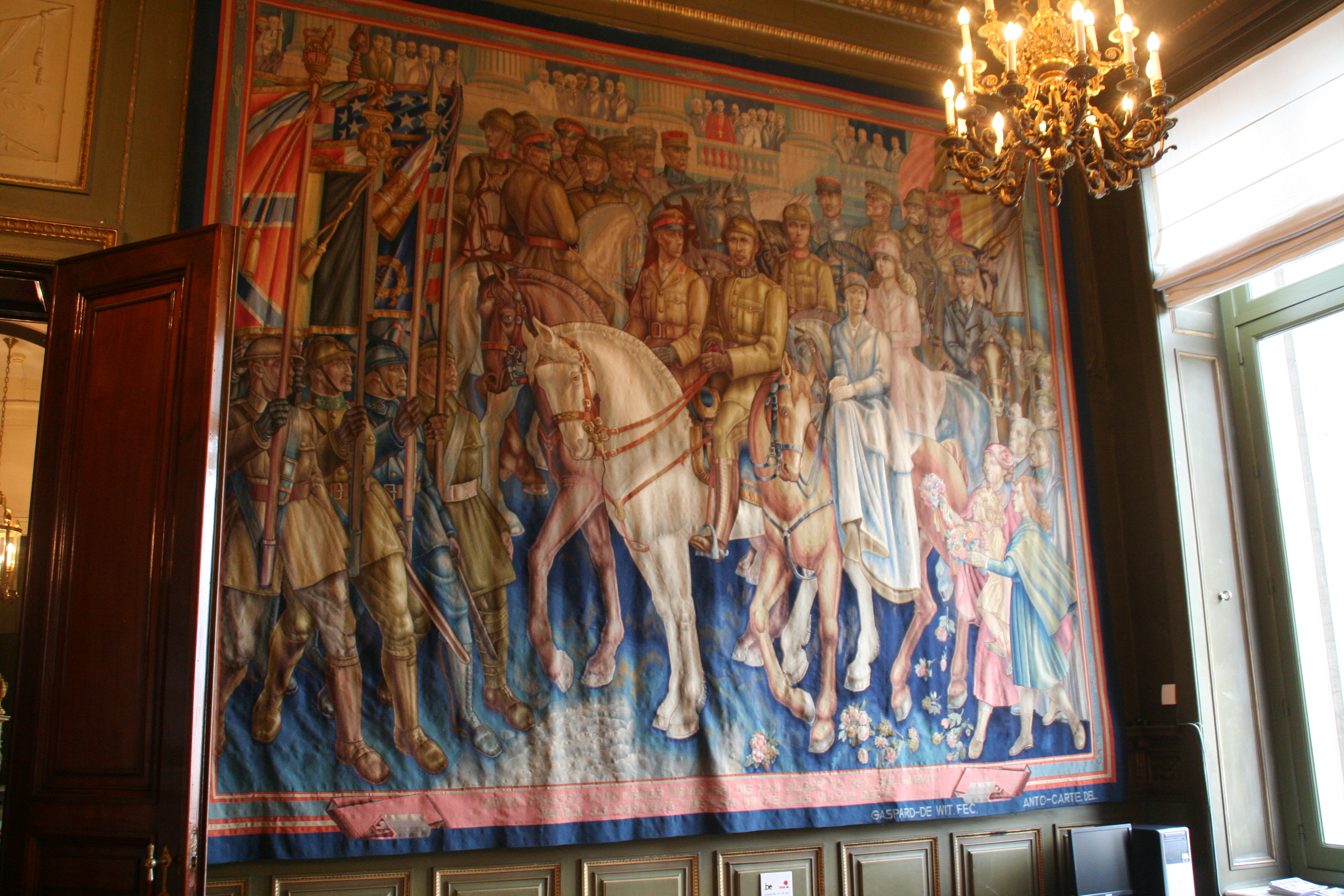
Le retour victorieux du roi Albert à la tête de ses troupes à Bruxelles le 22 novembre 1918 (tapisserie de 1934).

La tradition des joyeuses entrée se perpétue de nos jours en Belgique. Depuis l'indépendance du pays, la coutume veut que le nouveau roi doive effectuer des joyeuses entrées dans les chefs-lieux des provinces après sa prestation de serment. Depuis la joyeuse entrée effectuée par Léopold Ier à Bruxelles le 21 juillet 1831, tous les rois des Belges se sont prêtés à l'exercice comme en 2013 avec les joyeuses entrées du roi Philippe (ce dernier a visité, en plus des chefs-lieux des provinces, la capitale de l'Ostbelgien).
D'autres joyeuses entrées ont pu avoir lieu lors d'occasions très spéciales. Ainsi, le 22 novembre 1918, lors du retour du roi Albert Ier et de la reine Élisabeth à Bruxelles, on parla d'une "Joyeuse rentrée". C'est à cette occasion que le roi expliqua au Parlement pendant son discours du Trône les décisions prises lors du coup de Lophem pour installer le suffrage universel masculin en Belgique.